# Arturo Stanghellini
Arturo Stanghellini (Pistoia, 2 marzo 1887 – Pistoia, 28 giugno 1948) è stato uno scrittore italiano.

## Biografia
Nasce a Pistoia nel 1887. Fin da giovane partecipa attivamente alla vita culturale cittadina pubblicando interventi e riflessioni sul giornale della Curia pistoiese e tenendo conferenze presso il Circolo Giovanile Cattolico. Nel 1910 si laurea in lettere presso l'Università di Bologna, dove è anche allievo di Giovanni Pascoli. Subito dopo inizia la carriera di insegnante.
Nel luglio 1916 Stanghellini, lascia l'insegnamento e parte come tenente per la guerra, con la "brigata Pinerolo". Al ritorno, dopo oltre due anni trascorsi in gran parte nelle trincee del Carso, scrive il suo libro più importante "L'introduzione alla vita mediocre", la storia di un viaggio dentro l'eroismo e l'orrore della guerra di trincea e del desolante ritorno alla vita civile, piena di mediocrità e di grettezza, negli anni del dopoguerra.
Riprende la sua professione di insegnante di materie letterarie nelle scuole superiori e poi, dal 1932 al 1940, svolge all'estero l'incarico di rappresentante della cultura italiana, come addetto culturale a Malta, in Ungheria, a Varsavia ed a Granada.
Continua a scrivere su periodici e quotidiani ed a pubblicare romanzi, volumi di racconti, prose autobiografiche, guide turistiche, studi sulle arti figurative e scritti di carattere religioso. 
Riempie continuamente i suoi inseparabili taccuini di idee, appunti, ma anche di disegni, bozzetti e caricature, vergati col tratto espressivo ed incisivo del ritrattista di razza. 
Lascia una ricchissima produzione di scene di guerra, di ritratti di amici, di personaggi sia locali che famosi, di caricature e di autoritratti.

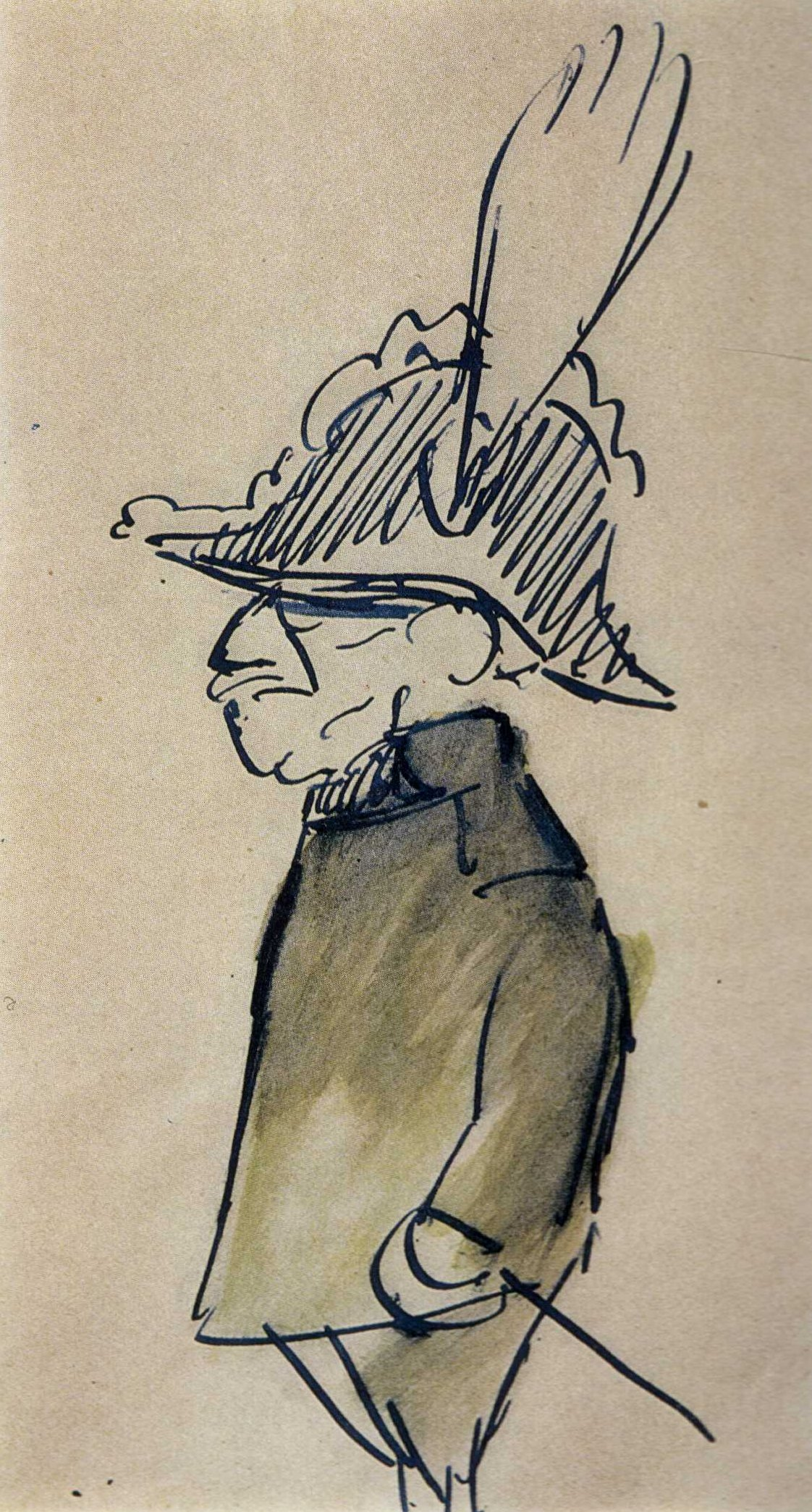
A. Stanghellini - Vittorio Emanuele III

Nel marzo del 1943 viene arrestato per antifascismo e trascorre tre mesi in carcere, fino alla liberazione per opera dei partigiani di Silvano Fedi.
Nel 1944 il Comando Militare Alleato lo nomina Provveditore agli studi della provincia Pistoia. 
Muore nel 1948  Lascia un figlio, Luciano, la cui famiglia vive sempre a Pistoia. 

## Opere principali
- L'introduzione alla vita mediocre (1920)
- Quando gli assenti ritornano (1923)
- La mamma innamorata (1926)
- Orme sulla via (1925)
- L'indovino del tempo che trova (1929)
- Un uomo a cavallo (1932)
- Fermate all'osteria dei ricordi (1936)
- Finestra sul lago (1954 postumo)